# 1532 en santé et médecine
| Années de la santé et de la médecine : 1529 - 1530 - 1531 - 1532 - 1533 - 1534 - 1535    |
| Décennies de la santé et de la médecine : 1500 - 1510 - 1520 - 1530 - 1540 - 1550 - 1560 |

Cet article présente les faits marquants de l'année 1532 en santé et médecine.

## Événement
- Automne : Vlad VII Înecatul, prince de Valachie, « gravement pris de boisson, se noie dans les eaux paresseuses de la Dâmbovița, près du village de Popești, au judet d'Ilfov[1] ».

## Publication
- Rabelais fait imprimer chez Gryphe, à Lyon, le deuxième tome des « Lettres médicales » (Epistolarium medicinalium libri duodeviginti) du médecin, botaniste et humaniste italien Giovanni Manardo (1462-1536[2]).

## Naissances
- Vers 1532 :
  - Agustín Farfán (mort en 1604), médecin, prêtre et missionnaire augustin espagnol, médecin de Philippe II d'Espagne et membre de l'université royale et pontificale du Mexique[3].
  - Thomas Penny (mort vers 1588), médecin et naturaliste anglais[4].
  - Pierre Pigray (mort en 1613), médecin des rois de France Henri IV et Louis XIII[5],[6].

## Décès
- 2 décembre[7] : Guillaume Cop (né vers 1460), humaniste, médecin des rois de France Louis XII et François Ier[8],[9].
- Marc-Antoine Zimara (né vers 1460), philosophe et médecin italien, professeur à Padoue et à Naples, commentateur d'Aristote et d'Averroès[10].
- Vers 1532 :
  - Laurent Fries (né vers 1485), médecin, astrologue, géographe et cartographe alsacien[11].
  - Joseph Grünpeck (né en 1473), humaniste allemand, auteur d'ouvrages traitant de médecine, dont deux sur la syphilis en 1496 et 1503[12],[13].